# Kownaty (Płońsk)
Pour les articles homonymes, voir Kownaty.
Kownaty (prononciation : [kɔvˈnatɨ]) est un village polonais de la gmina de Płońsk dans le powiat de Płońsk de la voïvodie de Mazovie dans le centre-est de la Pologne.
Il se situe à environ 5 kilomètres à l'est de Płońsk (siège de la gmina et de la powiat) et à 61 kilomètres au nord-ouest de Varsovie (capitale de la Pologne).
Le village compte approximativement une population de 100 habitants en 2006.

## Histoire
De 1975 à 1998, le village appartenait administrativement à la voïvodie de Ciechanów.